# Lillflyn (Hotagens socken, Jämtland, 710679-143341)
Lillflyn är en sjö i Krokoms kommun i Jämtland och ingår i Indalsälvens huvudavrinningsområde. Lillflyn ligger i Gråberget-Hotagsfjällen Natura 2000-område.